# Delias aruna
Delias aruna, a Jezebel de ouro, é uma borboleta da família Pieridae. É encontradoa em Queensland, Irian Jaya, Maluku, Papua-Nova Guiné e várias ilhas vizinhas.
A envergadura é de 70 milímetros.
As larvas -sede espécies de visco, especialmente Erva-de-passarinho-laranja. Elas vivem e se alimentam em uma teia de seda solta.

## Subespécies

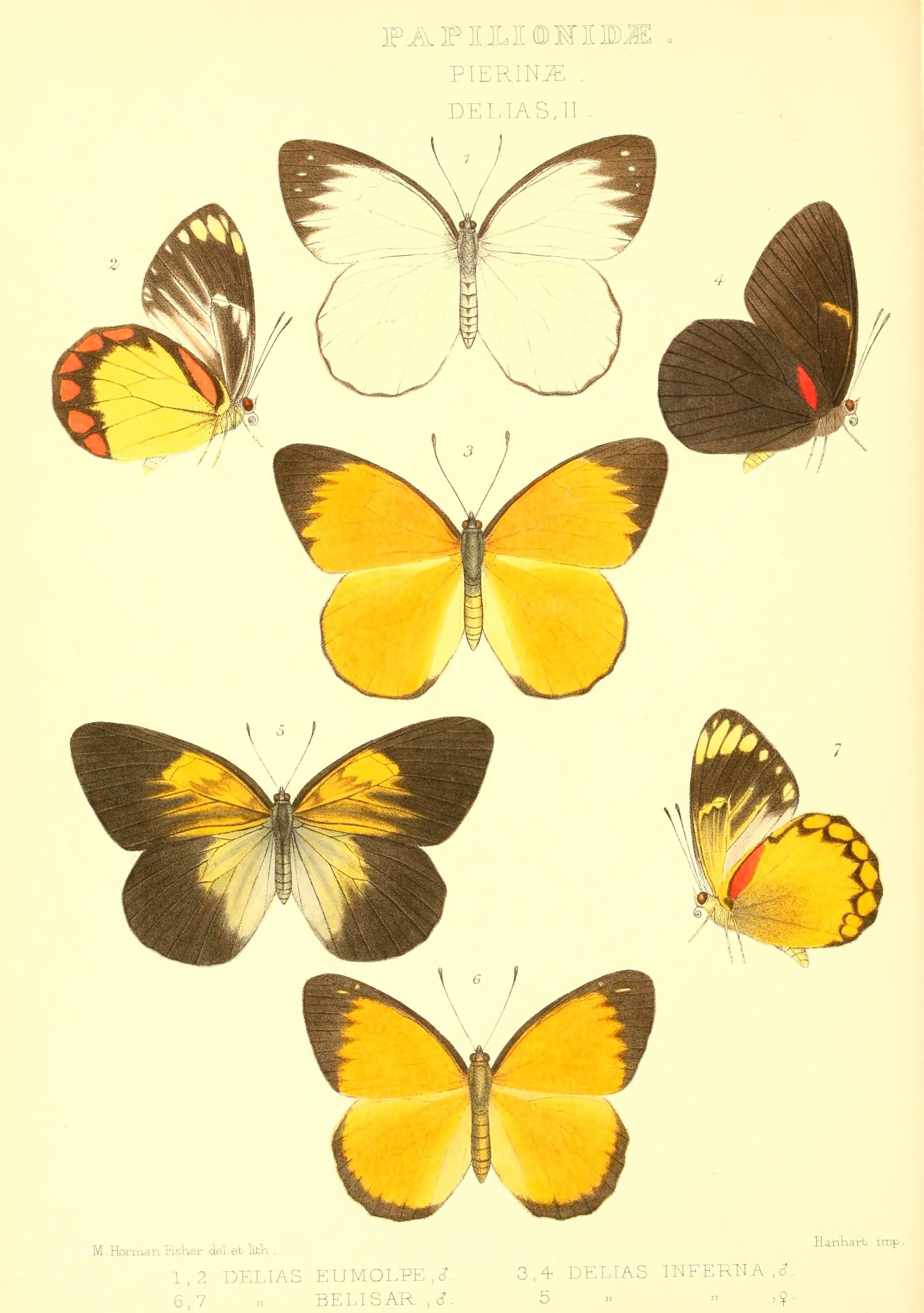
Delias aruna inferna (3,4,5)

- Delias aruna aruna (Molucas do norte, Waigeu, oeste de Irian ao norte da Nova Guiné)
- Delias aruna irma Fruhstorfer, 1907 (Papua (Baía de Milne))
- Delias aruna inferna Butler, 1871 (Cabo York para Coen) - Jezabel laranja
- Delias aruna rona Rothschild, 1898 (Ilha Roon)
- Delias aruna seriata (Bacan)